# Marosszéki Kodály Zoltán Gyermekkar

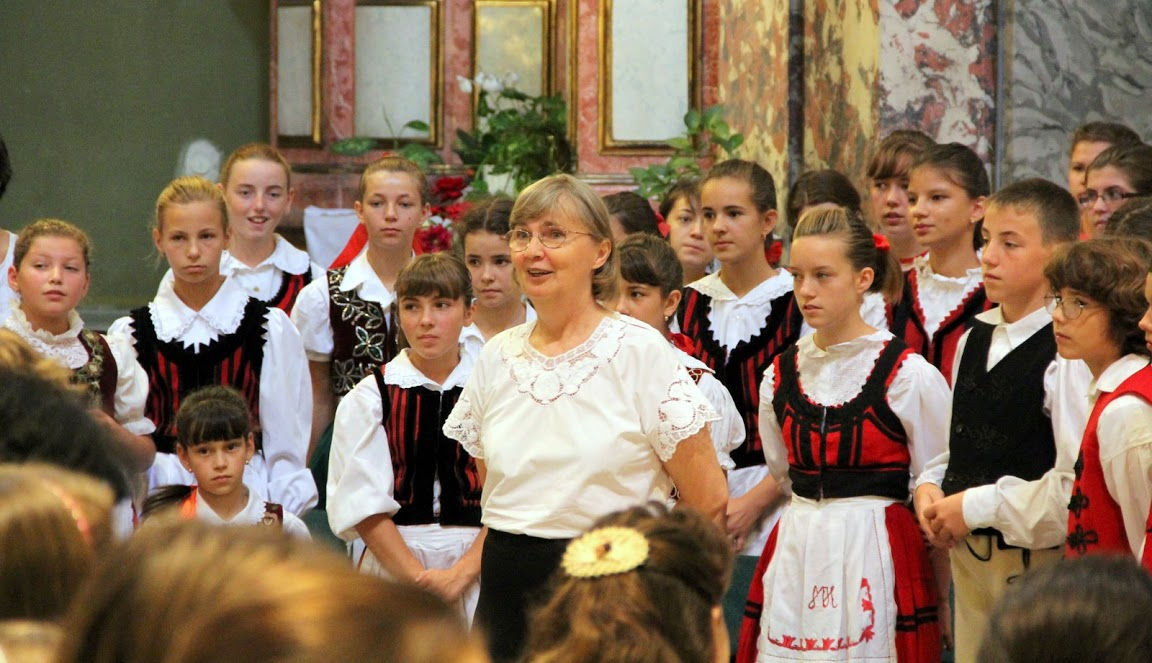
A Marosszéki Kodály Zoltán Gyermekkar, 2011-ben Budapesten az Egyetemi templomban

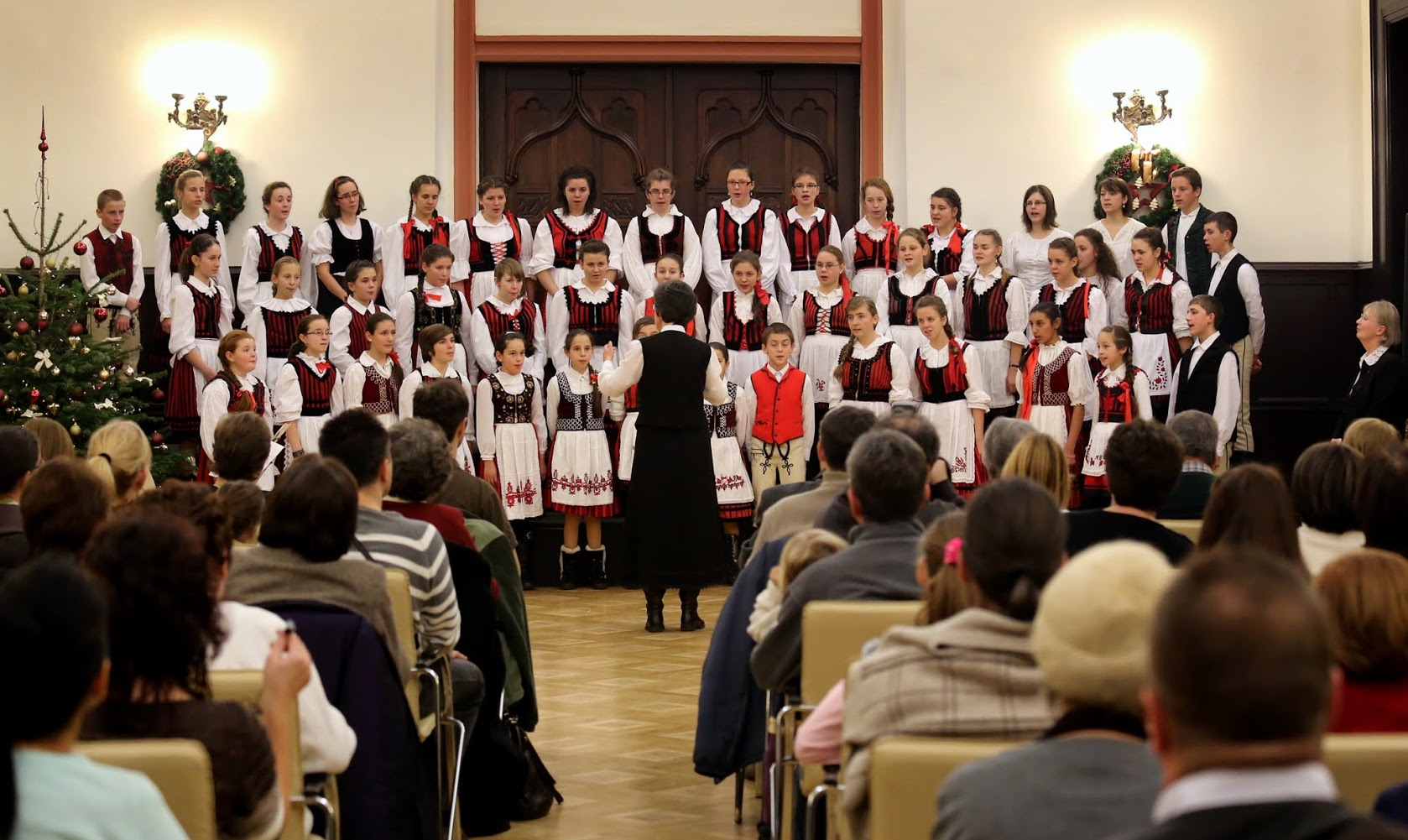
A kórus Budán a Kulturinnovban, 2013. decemberben

A kecskeméti születésű Nagy Éva Vera iskolanővér és Czakó Gabriella 2004 óta, önkéntesen tanítanak zenét gyermekeknek Székelyföldön (Szovátán, Illyésmezőben és a Nyárádmente néhány falujában, Nyárádköszvényesen, Mikházán és Jobbágytelkén). Tanítványaikból 2005 nyarán alakították meg az azóta több nemzetközi versenyen is díjat nyert kamarakórust, a Marosszéki Kodály Zoltán Gyermekkart.
A többnyire kotta nélkül éneklő, népviseletbe öltöző együttes nemcsak Erdélyben, hanem Magyarországon, Ausztriában, Szlovéniában, Olaszországban, Svájcban is adott hangversenyeket. Repertoárjukon nemcsak renessaince, hanem Kodály Zoltán, Bartók Béla, Kocsár Miklós, Orbán György művei is megtalálhatók.
2015-ben Magyar Örökség díjjal ismerték el tevékenységüket.